# Sigmund von Birken

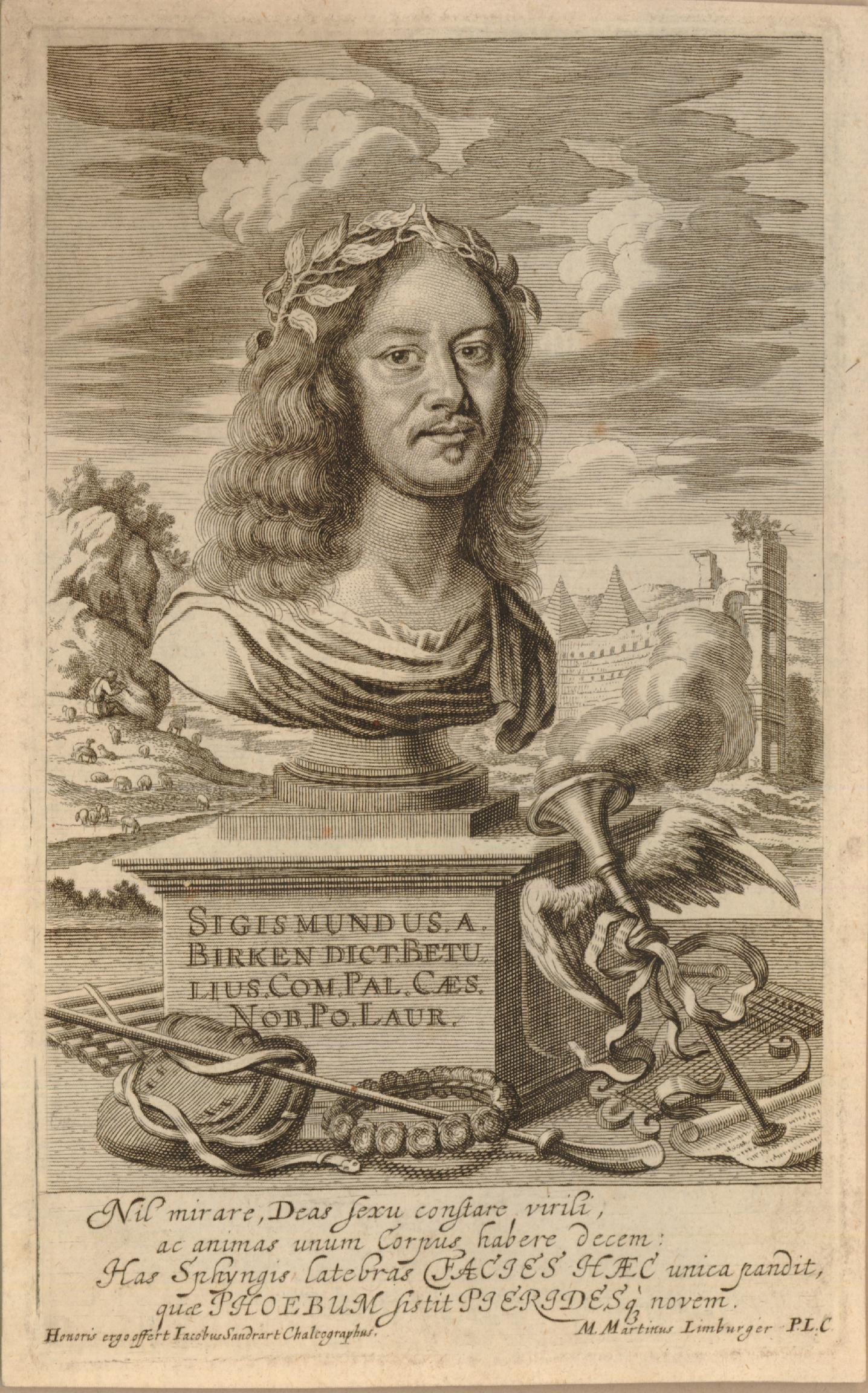
Sigmund von Birken, grabado de Jacob von Sandrart.

Sigmund von Birken (Wildstein, cerca de Eger, 25 de abril de 1626- Núremberg, 12 de junio de 1681), poeta barroco alemán.

## Biografía
El padre de Siegmund (o Sigmund) Betulius, Daniel Betulius, era pastor de Wildstein en Bohemia. En 1629 su familia hubo de refugiarse en la ciudad natal de su madre Núremberg, donde estudió en la escuela latina Heilig-Geist-Spital. De 1643 a 1644 estudió Derecho en la Universidad de Jena, pero tuvo que interrumpir sus estudios para volver a Núremberg en 1645, donde fue preceptor hasta el año siguiente del príncipe Anton Ulrich y Ferdinand Albrecht de Brunswick; más tarde volvería a ejercer este oficio con otras familias y en otras ciudades. 
Su obra como poeta se empezó a conocer cuando regresó a Núremberg en 1648.
Desde 1658 fue miembro de la Sociedad Fructífera.

## Obra
- 'Fortsetzung der Pegnitzschäferei, 1645
- Teutscher Kriegs-Ab- und Friedens-Einzug, 1650
- Die fried-erfreuete Teutonie, 1652
- Geistliche Weihrauchkörner, 1652
- Ostländischer Lorbeerhain. Ein Ehrengedicht von dem Höchstlöblichen Erzhaus Österreich, 1657
- Der Donaustrand, 1664
- Pegnesische Gesprächsspiel-Gesellschaft, 1665
- Spiegel der Ehren des Erzhauses Österreich, 1668
- Todesgedanken und Totenandenken, 1670
- Pegnesis, 1673, 1679
- Teutsche Rede-bind- und Dicht-Kunst, 1679
- Margenis, 1679
- Heiliger Sonntagshandel und Kirchwandel, 1681

### Ediciones
- Die Tagebücher des Sigmund von Birken, Würzburg 1971-1974
- Unbekannte Gedichte und Lieder des Sigmund von Birken, Amsterdam 1990